# Asier Antona Gómez
Asier Antona Gómez (Bilbao,27 desembre de 1976) és un polític del Partit Popular que treballa a les Canàries. En l'actualitat, és president del Partit Popular de Canàries,diputat per l'illa de la Palma al Parlament de Canàries i president del Grup Parlamentari Popular.

## Carrera política
És llicenciat en Ciències Polítiques i de l'Administració per la Universitat del País Basc.
Des del 22 d'abril de 2016 presideix el Partit Popular de Canàries, després de la marxa de José Manuel Soria, que va renunciar a tots els seus càrrecs després el cas dels Panama Papers. fins a aquest moment, havia ocupat la Secretaria General del partit Popular de Canàries (2012-2016) i la presidència del partit a l'illa de la Palma, període en el qual va donar la seva conformitat a un pacte entre el PP i el PSOE en diversos ajuntaments i en el Cabildo insular que va constituir tota una fita polític en una illa controlada per Coalició Canària.
El 2 de març de 2017 va guanyar les primeres eleccions directes dels afiliats a les Illes per elegir president, amb el 80,56% dels vots enfront de Cristina Tavio al Congrés Regional del Partit Popular celebrat el 17 de març de 2017 va ser recolzat pel 98,6 dels compromissaris.

## Vida personal
Està casat amb Aurora del Roser, també dedicada a l'activitat política i consellera del Partit Popular al Cabildo Insular de Gran Canària, amb la qual va contreure matrimoni a l'agost de 2009 a la Basílica del Pi, en Teror, i ha tingut tres fills. És catòlic practicant i defensor de la vida des de la concepció en la seva joventut va practicar el judo, esport del que va ser subcampió regional sub 17 en competicions de Canàries.